# Prärieapacher

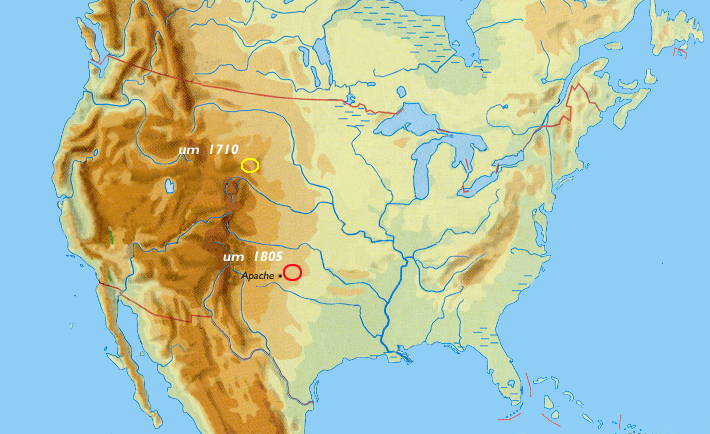
Prärieapachernas bosättningsområden 1710 och 1805.

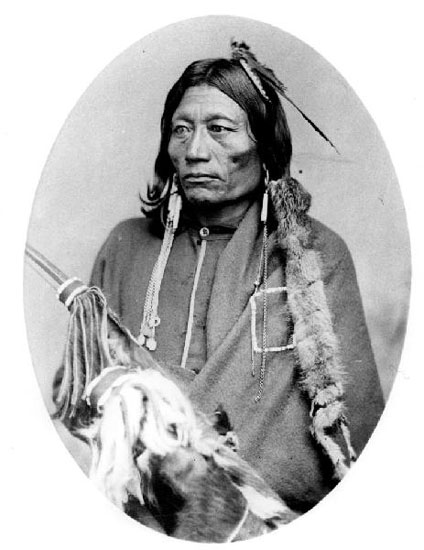
Essaqueta, prärieapachisk ledare.

Prärieapacher - Plains Apache (tidigare även Kiowa Apache) är en nordamerikansk urbefolkning som talade ett sydathabaskiskt språk och tillhörde den apachiska kulturgruppen. Deras traditionella bosättningsområde var i de södra delarna av Great Plains. Under historisk tid var de allierade med Kiowa och ingick i deras stamkonfederation. Idag tillhör många indiannationen Apache Tribe of Oklahoma.

## Demografi
På 1860-talet fanns det minst 400-500 prärieapacher. År 1900 fanns det bara 173.
Vid folkräkningen 2000 rapporterade 644 människor att de räknade de sig som helt eller delvis tillhörande eller härstammande från Apache Tribe of Oklahoma.

## Traditionella förhållanden
Prärieapacherna förenade sig med Kiowa omkring år 1700. Kiowa och prärieapacher fick så mycket hästar att de kunde övergå till en buffeljagande präriekultur omkring 1725. Detta förändrade deras sociala struktur, så att skillnader i förmögenhet och status uppstod. En ledarskapshierarki bildades vilka skapade en enad stamkonfederation med gemensamma ceremonier och stamövergripande manssällskap. Prärieapacherna ingick som en av de sju understammarna i denna stamkonfederation. Trots detta nära förbund med Kiowa, som varade till reservatslivet började 1875, bibehöll prärieapacherna sin språkliga och sociokulturella identitet.